# NGC 14
NGC 14 je nepravilna galaksija v ozvezdju Pegaza. Njen navidezni sij je 12,71m. Od Sonca je oddaljena približno 6,99 milijonov parsekov, oziroma 22,80 milijonov svetlobnih let.
Galaksijo je odkril William Herschel 18. septembra 1786.